# Stanniol
Stanniol (af latin stannum, "tin") kaldtes tidligere tinfolie, da det blev fremstillet af metallet tin. I dag fremstilles det af aluminium, og kaldes derfor ofte for alufolie, men også sølvpapir. Materialet er let at rive i stykker, hvorfor det ved produktionen sendes gennem maskinen i dobbeltlag. Den side af materialet, der har kontakt med det andet folie, bliver mere mat end den anden side.
Anvendelsesmulighederne er typisk indenfor husholdningen hvor madpakker pakkes ind og derved ikke behøver en egentlig æske, eller som bagepapir i en ovn/grill eller direkte om eksemplelvis bagekartofler. Der ses også som dekoration og i forbindelse med kunst.
Sølvpapirshatte er lavet af stanniol.